# Allan Peiper
Allan Peiper (Alexandra, Victòria, 26 de març de 1960) és un ciclista australià, ja retirat, que fou professional entre 1983 i 1993. En el seu palmarès destaca una victòria d'etapa al Giro d'Itàlia de 1990.
Entre el 2005 i el 2021 exercí de director esportiu en diferents equips ciclistes, Davitamon-Lotto, T-Mobile, Garmin-Sharp i UAE Emirates. El 2021 es va retirar arran d'un càncer d'intestí diagnosticat anys enrere.

## Palmarès
- 1982
  - 1r al Gran Premi de les Nacions amateur
  - Vencedor d'una etapa del Circuit Franco-Belga
- 1984
  - 1r al Tour de l'Oise i vencedor d'una etapa
  - 1r a la Volta a Suècia i vencedor d'una etapa
  - Vencedor d'una etapa del Critèrium del Dauphiné Libéré
  - Vencedor d'una etapa de l'Étoile de Bessèges
- 1985
  - Vencedor d'una etapa de la París-Niça
  - Vencedor d'una etapa del Tour de l'Oise
- 1986
  - 1r al Gran Premi Raymond Impanis
  - Vencedor d'una etapa de la Volta a Bèlgica
- 1987
  - 1r al Circuit de les Fronteres
  - 1r al Gran Premi d'Isbergues
  - Vencedor d'una etapa de la Volta a la Gran Bretanya
- 1988
  - 1r a la Stadsprijs Geraardsbergen
  - Vencedor d'una etapa de la Volta a Irlanda
- 1990
  - Vencedor d'una etapa del Giro d'Itàlia

### Resultats al Tour de França
- 1984. 95è de la classificació general
- 1985. 86è de la classificació general
- 1987. Abandona (21a etapa)
- 1990. Abandona (8a etapa)
- 1992. 126è de la classificació general

### Resultats al Giro d'Itàlia
- 1986. 116è de la classificació general
- 1988. 103è de la classificació general
- 1989. Abandona (18a etapa)
- 1990. 144è de la classificació general. Vencedor d'una etapa
- 1992. 130è de la classificació general

### Resultats a la Volta a Espanya
- 1986. Abandona (6a etapa)